# Sulz (Vorarlberg)
Pour les articles homonymes, voir Sulz.
Sulz est une commune autrichienne du district de Feldkirch dans le Vorarlberg.